# Take On Me
Take On Me ist ein Popsong der norwegischen Band a-ha aus ihrem ersten Album Hunting High and Low aus dem Jahr 1984. Es war die Debütsingle der Gruppe.

## Entstehungsgeschichte
Das Stück wurde von Pål Waaktaar, Magne Furuholmen und Morten Harket geschrieben und erstmals in der von Tony Mansfield produzierten Version im Herbst 1984 veröffentlicht. Im Sommer 1985 belegte der Song in der von Alan Tarney produzierten Version und mit einem neuen Video im dritten Anlauf Platz 1. In Europa wurden von der ersten Veröffentlichung etwa 300 Stück verkauft. Das macht die Single zu einem begehrten Sammlerobjekt.
Das zweite, von Steve Barron gedrehte Musikvideo zu diesem Song wurde Mitte 1985 von einem lokalen Sender in Boston und danach auf MTV in der Heavy Rotation gesendet, was das Lied weltweit bekannt machte. Das zu diesem Zeitpunkt innovative Video ist eine Mischung aus Rotoskopie und Realfilm. Es gewann 1986 sechs Auszeichnungen bei den MTV Video Music Awards und wurde für zwei weitere nominiert.

## Musikvideo
Das Video wurde unter der Regie von Steve Barron gedreht. Es zeigt eine junge blonde Frau (gespielt von Bunty Bailey), die in einem Londoner Café sitzt und ein Comicheft über Motorradrennen liest. Der Sieger dieses Rennens, gespielt von Morten Harket, dem Leadsänger der Band, zwinkert dem Mädchen aus dem Heft heraus zu. Er reicht ihr dann seine schwarz-weiße Cartoonhand und zieht das Mädchen in seine animierte Welt. Durch einen Filmeffekt, der Comic- und Realwelt vermischt, sehen sie einander durch einen Comicrahmen, der auch die Bandmitglieder zeigt.
Die Kellnerin glaubt, das Mädchen sei ohne zu zahlen gegangen. Verärgert zerknüllt sie das Heft und wirft es in den Papierkorb. Kurz danach kommen zwei der Rivalen des Motorradfahrers zurück. Sie wollen Rache, und einer von ihnen zerstört den Comicrahmen mit einem Schraubenschlüssel. Harket schlägt einen der Männer und zieht sich mit dem Mädchen in ein Labyrinth zurück, das durch zerknittertes Papier entsteht. Harket öffnet ein Loch, so dass das Mädchen entkommen kann. In der Cafeteria sieht man das Mädchen mit Tinte eingefärbt neben dem Papierkorb liegen. Es packt erschrocken das zerknitterte Comicheft und läuft aus der Cafeteria in sein Zimmer, wo es versucht, die Falten zu glätten.
Eines der Panels zeigt Harket bewusstlos am Boden liegen, und das Mädchen beginnt zu weinen. Als er wieder zu sich kommt, erscheint er im Zimmer des Mädchens und wirft sich im Türrahmen hin und her, während das Video zwischen Realität und Comic wechselt. Irgendwann wird er real, und die beiden fallen sich in die Arme. Zuletzt ist das Comicheft zu sehen, das den Titel a-ha trägt. Am Anfang des Nachfolgevideos The Sun Always Shines on T.V. wird die Geschichte kurz fortgesetzt und beendet, bevor der Hauptteil des Videos beginnt.
Das Video zum Song war bei den MTV Video Music Awards 1986 ein großer Abräumer und brachte a-ha Preise in den Kategorien Best New Artist in a Video, Best Concept Video, Most Experimental Video, Best Direction in a Video (für Steve Barron), Best Special Effects in a Video (an Michael Patterson und Candace Reckinger) und den Viewer’s Choice Award ein.
Am 17. Februar 2020 überschritt das Video eine Milliarde Views auf YouTube. Nach Sweet Child o’ Mine war es erst das zweite Musikvideo aus den 1980er-Jahren, dem das gelang. Im August 2022 hatte Take On Me mehr Aufrufe als Sweet Child o’ Mine.

## Rezeption
Bei den MTV Video Music Awards am 5. September 1986 gewann das Video sechs Auszeichnungen.
2006 war der Song auf Platz 24 der „Greatest Songs of the 1980s“ des Senders VH1.

## Kommerzieller Erfolg

### Chartplatzierungen
Am 16. September 1985 wurde die Single auch europaweit veröffentlicht. Der Titel erreichte in 36 Ländern Platz 1 der Charts. Er belegte Platz 1 in den Billboard Hot 100 in den USA und kletterte in England bis auf Platz 2 sowie in a-has Heimat Norwegen auf Platz 1.
| ChartsChartplatzierungen       | Höchstplatzierung | Wochen |
| ------------------------------ | ----------------- | ------ |
| Deutschland (GfK)              | 1 (22 Wo.)        | 22     |
| Österreich (Ö3)                | 1 (12 Wo.)        | 12     |
| Norwegen (IFPI)                | 1 (27 Wo.)        | 27     |
| Schweiz (IFPI)                 | 1 (37 Wo.)        | 37     |
| Vereinigte Staaten (Billboard) | 1 (27 Wo.)        | 27     |
| Vereinigtes Königreich (OCC)   | 2 (22 Wo.)        | 22     |

| ChartsJahrescharts (1985) | Platzierung |
| ------------------------- | ----------- |
| Deutschland (GfK)         | 46          |

### Auszeichnungen für Musikverkäufe
Weltweit wurde Take On Me über sieben Millionen Mal verkauft.
a-ha

| Land/Region                  | Auszeichnungen für Musikverkäufe (Land/Region, Auszeichnung, Verkäufe) | Verkäufe  |
| ---------------------------- | ---------------------------------------------------------------------- | --------- |
| Belgien (BRMA)               | Gold                                                                   | 100.000   |
| Brasilien (PMB)              | Platin                                                                 | 60.000    |
| Dänemark (IFPI)              | 2× Platin                                                              | 180.000   |
| Deutschland (BVMI)           | Gold                                                                   | 250.000   |
| Frankreich (SNEP)            | Gold                                                                   | 500.000   |
| Italien (FIMI)               | Gold (Physisch) + · 2× Platin (Digital)                                | 500.000   |
| Japan (RIAJ)                 | Gold                                                                   | 100.000   |
| Neuseeland (RMNZ)            | 5× Platin                                                              | 150.000   |
| Niederlande (NVPI)           | Gold                                                                   | 100.000   |
| Portugal (AFP)               | 5× Platin                                                              | 50.000    |
| Schweden (IFPI)              | Platin                                                                 | 50.000    |
| Spanien (Promusicae)         | 3× Platin                                                              | 180.000   |
| Vereinigte Staaten (RIAA)    | —                                                                      | 2.000.000 |
| Vereinigtes Königreich (BPI) | Gold (Physisch) + · 4× Platin (Digital)                                | 2.900.000 |
| Insgesamt                    | 7× Gold · 23× Platin ·                                                 | 7.120.000 |

A1

| Land/Region                  | Auszeichnungen für Musikverkäufe (Land/Region, Auszeichnung, Verkäufe) | Verkäufe |
| ---------------------------- | ---------------------------------------------------------------------- | -------- |
| Norwegen (IFPI)              | Gold                                                                   | 5.000    |
| Schweden (IFPI)              | Gold                                                                   | 15.000   |
| Vereinigtes Königreich (BPI) | Silber                                                                 | 200.000  |
| Insgesamt                    | 1× Silber · 2× Gold ·                                                  | 220.000  |

## Sonstiges
- Musiker oder Musikstudenten, die sich im Fach Gehörbildung Intervalle mit Hilfe von Liedanfängen merken wollen, können Take On Me als Beispiel für die große Septim aufwärts nehmen.

## Coverversionen
Die Single Feel This Moment von Pitbull feat. Christina Aguilera nutzt Teile der Melodie des Liedes.
- 1998: The Wohlstandskinder
- 1998: Reel Big Fish
- 2000: A1 (Band)
- 2001: Emil Bulls
- 2012: L’uke
- 2012: Im Serienfinale von Chuck covert das fiktive Duo Jeffster den Song
- 2013: The Blanks
- 2016: Ninja Sex Party
- 2019: Weezer
- 2020: Im Computerspiel The Last of Us Part II singt die Titelheldin Ellie das Lied mit Gitarre. 2025 wurde diese Szene von Bella Ramsey als Ellie in der Fernsehserie The Last of Us interpretiert.
- 2021: LaFee (Halt mich fest)